# Memory Stick
Pour les articles homonymes, voir MS.

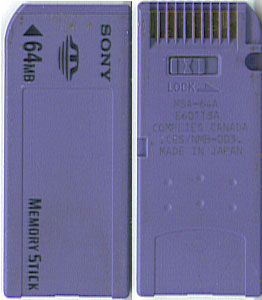
Memory Stick de 64 MB

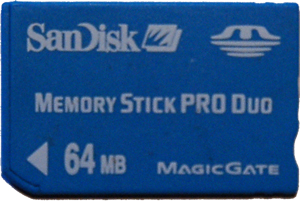
Memory Stick Pro Duo de 64 MB (face avant)

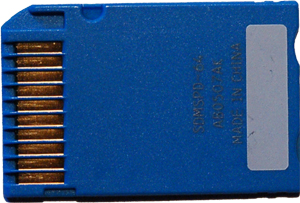
Memory Stick Pro Duo de 64 MB (face arrière)

La carte mémoire Memory Stick ou carte MS est une unité amovible de stockage de données numériques.
Elle offre un stockage maximal de 32 Go (2011). Développée par Sony en collaboration avec SanDisk, elle est surtout utilisée pour le stockage des clichés numériques par les appareils photo numériques (APN) de la marque Sony, par les téléphones mobiles Sony Ericsson et par la console portable PSP.
Ce format a connu deux évolutions, le « Memory Stick PRO Duo » d'une capacité actuellement plafonnée à 64 Go et le M2 « Memory Stick Micro » d'une capacité actuellement plafonnée à 16 Go.
Lors de la sortie de la PlayStation Portable, Sony a préconisé l'usage des « Memory Stick PRO Duo », affichant un débit en lecture et en écriture supérieur et une capacité allant jusqu'à 64 Go (2013). La PSP Go, fonctionne avec des cartes M2.
Depuis 2010, Sony abandonne progressivement son format de carte. En effet, Sony propose désormais des appareils ne possédant pas de lecteur de Memory Stick mais uniquement équipés d'un lecteur de cartes SD/SDHC.

## Spécifications et format physique
Il existe trois catégories principales de Memory Stick :
- Memory Stick (50 mm × 21,5 mm × 2,8 mm)
- Memory Stick Duo (31 mm × 20 mm × 1,6 mm)
- Memory Stick Micro ou M2 (15 mm × 12,5 mm × 1,2 mm)

Les capacités de lecture/écriture sont limitées aux alentours de 20 Mb/s sur les meilleurs modèles (high speed).
Sony a rendu compatibles les nouvelles Memory Stick avec les modèles d'ancienne génération grâce à des adaptateurs. Il est ainsi possible de transformer un Memory Stick Pro Duo en Memory Stick Pro, ou encore de passer d'un Memory Stick Micro a un Memory Stick Pro Duo.

## Format logique
Le système des fichiers utilisé sur le médium pour stocker les données est la FAT.
L'interface Memory Stick Pro utilisée le plus souvent fonctionne à une fréquence de 40 MHz avec un bus de 4 bits, ce qui offre une vitesse de transfert de l'ordre de 20 Mo/s.
Il existe plusieurs générations de Memory Stick :
- Memory Stick de première génération, d'une capacité comprise entre 4 et 128 Mo. Les appareils conçus pour lire ces Memory Stick ne peuvent lire les Memory Stick de génération suivante, et la capacité ne peut excéder 128 Mo. Une version dotée de 2 puces de 128 Mo, soit un total de 256 Mo (Memory Stick Select) permet de dépasser cette limitation à 128 Mo, mais une fois les 128 premiers Mo écrits, il fallait sortir le Memory Stick et actionner un petit interrupteur afin de passer aux 128 Mo suivants.
- Memory Stick de deuxième génération, appelés Memory Stick Pro, toujours au format 50 mm × 21,5 mm × 2,8 mm, ils offrent notamment une vitesse d'écriture accrue et une capacité allant de 32 Mo à 8 Go. Ces cartes ne sont pas lisibles dans les appareils de la génération précédente. Sony introduit également avec ce format une norme appelée MagicGate, qui offre des fonctions de protection par DRM pour les lecteurs MP3 utilisant le format Memory Stick comme support de stockage.
- Memory Stick Pro Duo, qui reprennent les spécifications des Memory Stick Pro, mais au format 31 mm × 20 mm × 1,6 mm, ces cartes sont lisibles dans tout lecteur compatible avec la norme Memory Stick Pro, via l'usage d'un adaptateur. Les différentes capacités commercialisées de ce format vont de 512 Mo à 32 Go.
- Memory Stick Pro High Speed et Pro Duo High Speed, qui reprennent les spécifications des Memory Sticks précédents, et en offrant une vitesse d'écriture accrue, utilisée surtout pour les appareils photos ayant une grosse résolution. Ces cartes sont utilisables dans les lecteurs a la norme Memory Stick Pro.

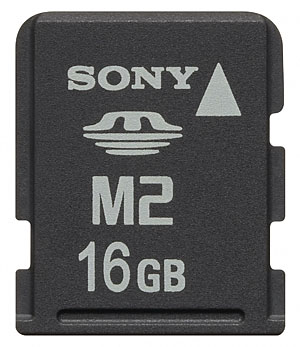
Memory Stick Micro 16 Go

- Memory Stick Pro Micro ou M2, qui reprennent le standard Memory Stick Pro, mais au format 15 mm × 12,5 mm × 1,2 mm. Ces cartes offrent des capacités de 64, 128, 256, 512 Mo, 1, 2, 4, 8,16 et 32 Go. Ces cartes sont lisibles dans tout lecteur compatible avec la norme Memory Stick Pro, via l'usage d'un adaptateur. Ces cartes sont utilisées en mémoire de stockage interne des téléphones Sony Ericsson et Consoles PlayStation Portable Go.

- Memory Stick de troisième génération, dénommée Memory Stick Pro-HG Duo, nouvelle norme définie par Sony, les premiers modèles sont apparus en août 2007. Cette nouvelle norme offre notamment un débit de données accru de 60 Mo/s, grâce au doublement de la largeur de bus (qui passe à 8 bits) et une augmentation de la fréquence de fonctionnement (60 MHz). La capacité maximale de ces cartes est pour le moment fixée à 32 Go. Ces cartes exploitent le format physique Memory Stick Duo, et sont rétro-compatibles avec tous les appareils à la norme Memory Stick Pro.
- En septembre 2008, Sony présente une nouvelle gamme de Memory Stick, dénommés Memory Stick Pro-HG Duo HX, plus rapides que la génération ultérieure, et destinée notamment à être utilisés dans les appareils photos numériques haut de gamme et dans les caméras HD sur mémoire flash.